# Chassepot
Lo Chassepot, o fusil modèle 1866, è un'arma individuale in dotazione all'esercito francese nella seconda metà del XIX secolo. È uno dei primi fucili a retrocarica con percussione ad ago utilizzati in operazioni di larga scala.

## Storia
Prese il nome da Antoine-Alphonse Chassepot (1833–1905), l'inventore del sistema d'otturazione in gomma che lo equipaggiava. Fu adottato dall'esercito francese il 30 agosto 1866, dopo un lungo dibattito alla luce dei risultati clamorosi che il fucile prussiano Dreyse aveva ottenuto nella battaglia di Sadowa lo stesso anno.
Lo Chassepot è anch'esso un'arma con otturatore girevole-scorrevole, ma è una generazione più avanti rispetto al Dreyse, entrato in servizio del resto 25 anni prima: la guarnizione in gomma dell'otturatore (vedi sotto) e la lunghezza della canna consentivano una portata utile fino a 1200 metri e il percussore era assai robusto e affidabile. Nonostante abbia un calibro inferiore (11 mm anziché i 15,4 mm del fucile prussiano), il proiettile del Chassepot ha il 30% della velocità in più, migliorando precisione e penetrazione. I tecnici francesi avevano correttamente constatato che i proiettili di calibro più piccolo (rispetto a quelli in uso all'epoca) presentavano migliori caratteristiche balistiche e mantenevano un potere vulnerante più che efficace, anche se al di sotto dei 10 mm non era consigliabile andare, poiché i residui della polvere nera (usata all'epoca) intasavano rapidamente le canne di diametro troppo piccolo. La potenza di fuoco del Chassepot diede ai francesi nel 1870 un reale vantaggio tattico che, se meglio sfruttato, avrebbe potuto rivelarsi decisivo durante la guerra franco-prussiana.
L'esercito francese che sbarrò la strada alla campagna dell'Agro romano per la liberazione di Roma, spedizione garibaldina per annettere Roma all'Italia, e la sconfisse nella battaglia di Mentana (1867) era equipaggiato con quest'arma. I francesi ebbero facilmente ragione dei Garibaldini, equipaggiati con obsolete armi ad avancarica: il comandante francese Pierre Louis Charles de Failly, al termine dello scontro, commentò: «I nostri Chassepot hanno fatto meraviglie».
Il fucile fu rimpiazzato nel 1874 dal Gras Modèle 1874, che impiegava una cartuccia con bossolo metallico a percussione centrale e non di carta, come sullo Chassepot. Tutti gli Chassepot ancora in uso vennero convertiti per accettare la stessa cartuccia (fusil d'infanterie modèle 1866-74). Alcuni esemplari subirono anche le modifiche successive indicate dai punzoni M80.

## Tecnica e funzionamento

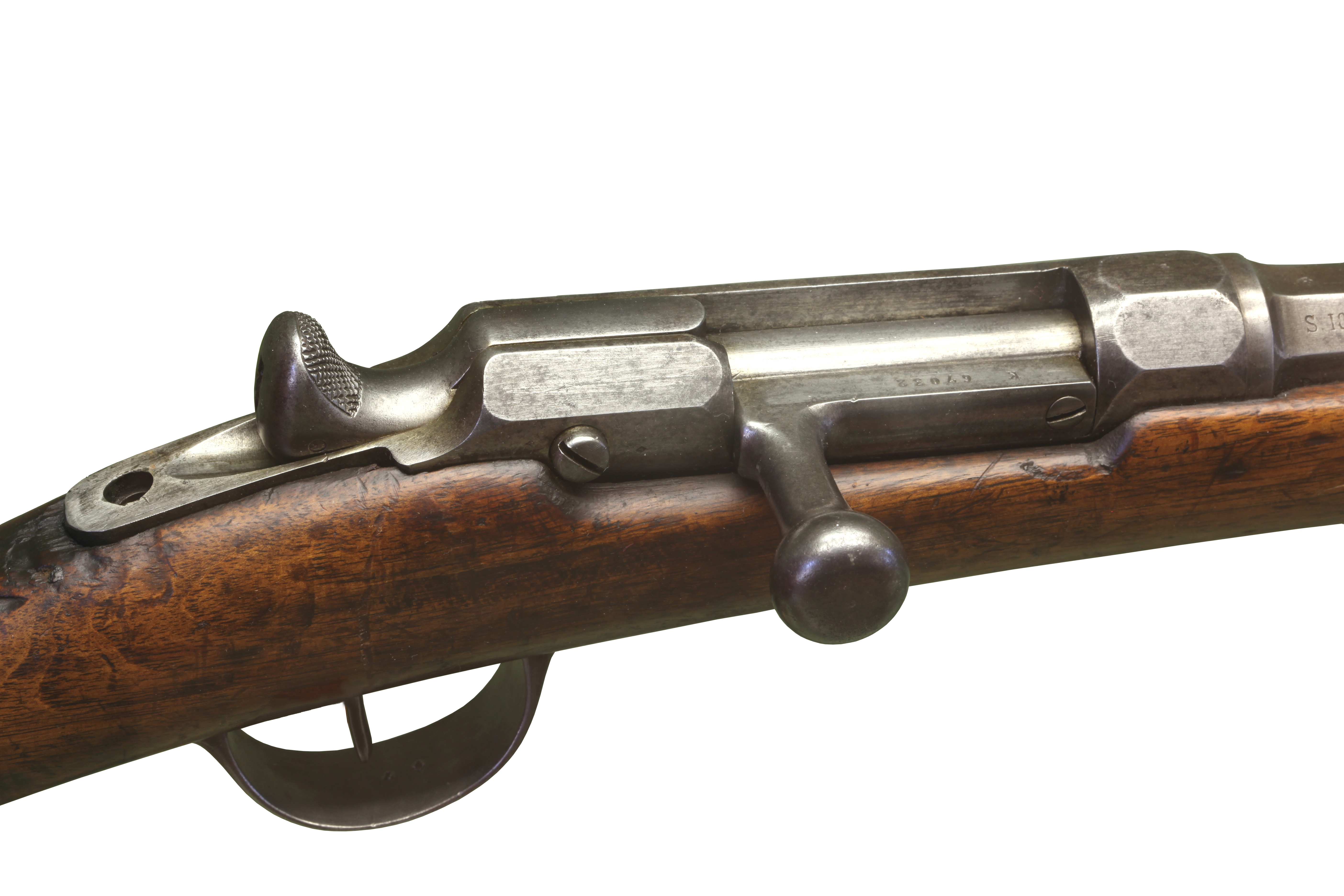
L'otturatore ed il blocco di culatta dello Chassepot.

Lo Chassepot è un fucile a retrocarica, a colpo singolo e ad otturatore girevole-scorrevole: ciò significa che il tiratore, per azionare l'arma, deve ruotare l'otturatore verso l'alto agendo sul manubrio, quindi farlo scorrere all'indietro per mettere a vivo la culatta: a questo punto introduce nella camera una cartuccia (un cilindro di carta contenente la carica di polvere nera, la palla e l'innesco), successivamente sospinge l'otturatore in avanti, e lo blocca in chiusura ruotando l'otturatore verso destra. In questo modo la cartuccia è in camera, il cane è armato, l'otturatore è saldamente bloccato e l'arma è pronta a fare fuoco.

### Componenti
Il fucile si compone di quattro parti: l'assieme canna/blocco di culatta, l'otturatore, la cassa ed i fornimenti.
Sulla canna, avvitata alla culatta, sono fissati lo zoccolo dell'alzo, il mirino ed il fermo e la guida per la baionetta sul lato destro della volata. L'alzo è del tipo a ritto e cursore su zoccolo a gradini, con il ritto graduato da 500 metri fino a 1 200 metri, più una linea di mira fissa da combattimento a 150 metri (quando è rovesciato) e posizioni intermedie sui gradini a 200, 300, 350 e 400 metri. Il blocco di culatta è fresato per permettere lo scorrimento dell'otturatore e l'inserimento manuale di ogni singolo colpo.
La canna è l'elemento più innovativo e rivoluzionario del fucile Chassepot: prodotta a partire da un tondo pieno di acciaio veniva forata verticalmente con una speciale macchina foratrice, poi temprata, rettificata e rigata. La foratura a macchina della canna era un procedimento allora quasi sconosciuto in Europa ma ben noto invece negli Stati Uniti e infatti i tecnici francesi di Tulle, dove il fucile venne inizialmente prodotto, provvidero molto opportunamente ad importare i macchinari da Oltreoceano. Fino ad allora le canne dei fucili venivano infatti realizzate per forgiatura, cioè avvolgendo una lastra di acciaio a caldo su un mandrino, saldando poi i lembi per battitura; la foratura verticale del massello, invece, permetteva di ottenere canne molto più resistenti e precise e costituiva una vera rivoluzione nella tecnica armiera.
L'otturatore è formato da quattro componenti (dall'indietro all'avanti): il cane, il cilindro dell'otturatore, la testa mobile e l'ago. Il cane con il percussore, avvolto dalla sua molla, sono inseriti nel cilindro dell'otturatore; il percussore termina con il porta-ago nel quale si inserisce l'ago. Il cilindro dell'otturatore, con il manubrio, è connesso alla testa dell'otturatore; la testa è la parte più innovativa del sistema di chiusura: essa infatti adotta il sistema De Bange, ovvero è formata da un anello di gomma su un dischetto metallico di supporto, con al centro un tubetto nel quale scorre l'ago; al momento dello sparo, i gas stessi comprimono il dischetto e l'anello di gomma si espande, garantendo la tenuta dei gas. Ovviamente la gomma andava incontro a rapida usura, ma poteva essere sostituita sul campo dal soldato stesso. Chassepot aveva così brillantemente risolto il problema della fuga dei gas di sparo, che aveva sempre assillato i progettisti delle armi a retrocarica e le aveva sempre rese poco competitive rispetto a quelle ad avancarica da sempre usate dai militari. Nel fucile prussiano Dreyse M.1841 la soluzione era un accoppiamento conico tra otturatore e vivo di culatta (acciaio contro acciaio), la quale essendo più elastica si comprimeva chiudendo l'accoppiamento; ma il sistema non funzionava troppo bene e la tenuta dei gas era abbastanza sommaria. La rondella elastica di gomma era molto più efficace e permetteva di sviluppare pressioni più elevate, a tutto vantaggio di gittata e precisione dell'arma.
La cassa in legno è in un solo pezzo, forata lungo il fusto per ospitare la bacchetta di pulizia ed intagliata in corrispondenza della fascetta e del bocchino. La bacchetta è in acciaio temprato e presenta una testa cilindrica, una spalla a poca distanza dalla testa che va ad incastrarsi su un bordo del bocchino, tenendo così in sede la bacchetta, e una estremità filettata per avvitarla nella cassa.
I fornimenti per il sistema di bloccaggio della canna sono costituiti dal bocchino e dalla fascetta con la maglietta superiore per la bandoliera; a questi si aggiungono il calciolo metallico, il ponticello del grilletto e la maglietta inferiore sul profilo della pala del calcio.
Quanto ai sistemi di mira, sono costituiti da un alzo a ritto e cursore, graduato da 200 a 1 200. metri (dal 1874, fino a 1 700 m per adattarsi alla cartuccia metallica) e da un mirino a lama triangolare.

### Meccanica

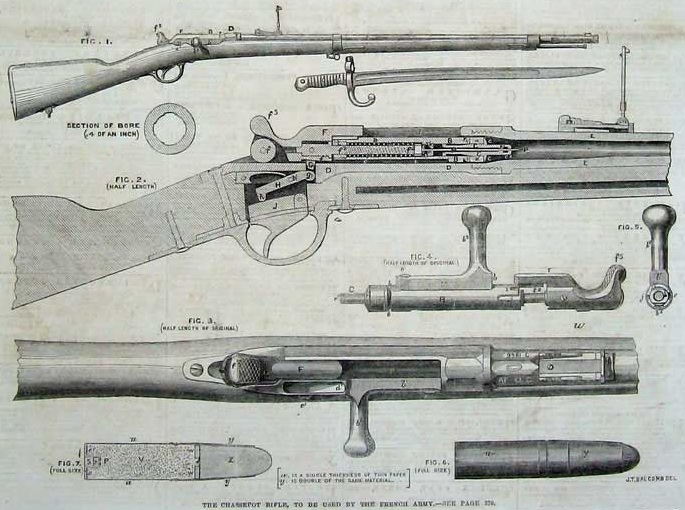
Disegni in sezione del meccanismo.

La chiusura è assicurata da una vite sul lato destro la cui punta funge da guida alla scanalatura elicoidale sul cilindro dell'otturatore, e dal manubrio dell'otturatore saldamente poggiato sulle spalle del ponte di culatta. Le basse pressioni della polvere nera permettono allo schema di lavorare con efficacia. Per aprire la culatta si arma il cane manualmente arretrandolo fino ad impegnare il dente di scatto; poi si ruota di 90° verso l'alto il manubrio dell'otturatore e lo si arretra; si camera la cartuccia e si porta avanti e si ruota l'otturatore. Premendo il grilletto, il dente di scatto rilascia il cane; il percussore si lancia in avanti spinto dalla sua molla e l'ago, attraversando il foro centrale della testa dell'otturatore, penetra nell'involucro della cartuccia colpendo l'innesco di fulminato di mercurio; la percussione dell'innesco causa la deflagrazione della carica.

### Cartuccia
La cartuccia M.1866 è costituita da un tubo di cartone combustibile, trattato con cera per tentare di proteggerlo dall'umidità, entro cui è contenuta una carica di 5,4 grammi di polvere nera francese mod. B. La capsula innescante, in rame spalmato di fulminato di mercurio, è inserita nel fondello del bossolo di cartone; la palla, in piombo nudo ogivale calibro 11,8 mm e del peso di 24,6 g, è posta alla sommità del bossolo di cartone e tenuta al suo posto mediante una fascetta di seta legata strettamente da uno spago. Un insieme piuttosto complesso di ben 12 parti, alquanto sensibile all'umidità e alla manipolazione dei soldati. Infatti le cartucce venivano distribuite in pacchetti accuratamente sigillati da aprirsi solo al momento dell'uso. I difetti non finivano qui, perché la cartuccia dopo lo sparo lasciava nell'arma una notevole quantità di residui, che rendevano necessario ripulire la culatta ogni 15-20 colpi. Inoltre, la mancanza di un qualsiasi estrattore (la cartuccia infatti era progettata per bruciare completamente all'atto dello sparo) rendeva tutt'altro che facile estrarla dalla culatta, in caso di inceppamenti.
La cartuccia del Chassepot tuttavia è realmente una generazione avanti rispetto a quella (per i suoi tempi rivoluzionaria) del Dreyse: l'innesco è infatti posto sul fondello della cartuccia, anziché alla base del proiettile, e il percussore non deve più compiere la rischiosa operazione di attraversare tutta la cartuccia per percuotere la capsula, con evidenti vantaggi di affidabilità e sicurezza d'uso. Vero è che negli Stati Uniti le cartucce a bossolo metallico erano già ben conosciute ed erano già state usate ampiamente nella Guerra di Secessione (1861-1865) ma si trattava della prima volta che una nazione importante adottava su vasta scala un'arma a retrocarica a otturatore girevole-scorrevole con bossolo a percussione centrale, sebbene ancora in cartone combustibile: e da questo schema deriveranno tutti i fucili d'ordinanza del mondo, fino alla seconda guerra mondiale.

## Impiego operativo
La prima prova sul campo degli allora nuovissimi Chassepot (tenuti segreti dalle autorità francesi fino a quel momento) si ebbe nella spedizione garibaldina del 1867 negli Stati Pontifici. Napoleone III, che era allora il patrono dello Stato Pontificio, inviò un corpo di spedizione armato con gli Chassepot M.1866, che inflissero gravi perdite ai volontari di Garibaldi, equipaggiati ancora con fucili ad avancarica e a percussione, inesorabilmente superati dall'arma francese di nuova generazione. L'episodio fu attentamente valutato dagli analisti militari.
Ma il vero momento di gloria degli Chassepot venne durante la guerra franco-prussiana (1870-1871). I difetti del fucile M.1866 erano molti, a cominciare dal rapido intasamento della culatta da parte dei residui delle cartucce di cartoncino combustibile, e dalla rondella di gomma che andava controllata e cambiata spesso, e ogni soldato infatti ne portava con sé diverse; ma quando l'arma era in ordine e in mani addestrate sparava davvero bene, con precisione e potenza rimarchevoli. Nelle battaglie di Gravelotte, St. Privat e Metz i fanti francesi fulminarono i prussiani da quasi 1 000 metri di distanza, molto prima cioè che questi potessero utilizzare i loro fucili Dreyse, la cui portata utile non superava i 400 metri. Gli ufficiali prussiani impararono a caro prezzo a cambiare le proprie tattiche di combattimento per non esporsi ai fucili francesi, molto superiori ai loro: ogni volta che le addestratissime fanterie tedesche tentarono di affrontare i francesi secondo le tattiche di battaglia tradizionali di avanzata allo scoperto a ranghi serrati, sotto il comando di generali particolarmente focosi e conservatori, il risultato fu invariabilmente una strage. I fucilieri e gli Chasseurs francesi sparavano con calma, mirando accuratamente da 6-700 metri e anche più. Gli effetti delle pallottole francesi erano poi talmente devastanti che il comandante prussiano Helmuth von Moltke protestò, accusando i francesi di usare palle esplosive: in realtà, le pallottole francesi erano in semplice piombo nudo ma venivano sparate dagli Chassepots a velocità supersonica (400 m/s) il che generava un impatto talmente violento da causare ferite molto più gravi di quelle provocate dalle pallottole prussiane, che avendo una velocità subsonica (280 m/s) avevano effetti terminali ben più ridotti.
Il modesto numero di Chassepot disponibili, a fronte dell'enorme quantità di uomini mobilitati, e soprattutto il fatto che alla dichiarazione di guerra fossero disponibili solamente 500 000 cartucce, spiega in parte perché l'arma francese non poté far molto per mutare le sorti del conflitto, sfavorevoli alla Francia sin dall'inizio. Inoltre, la Francia aveva adottato un'arma tra le più avanzate della sua epoca ma non aveva sviluppato nessuna tattica che permettesse di sfruttarne le qualità: i fanti francesi combattevano esattamente con gli stessi procedimenti del 1840. Il M.1866 non riuscì a dare alla Francia la superiorità in battaglia per la quale era stato progettato: ma solo perché non era stato prodotto abbastanza in massa.

## Varianti

### Fusil d'infanterie mle 1866
Si tratta della variante standard per la truppa di fanteria ed è quella fin qui descritta.

### Carabine de cavalerie mle 1866

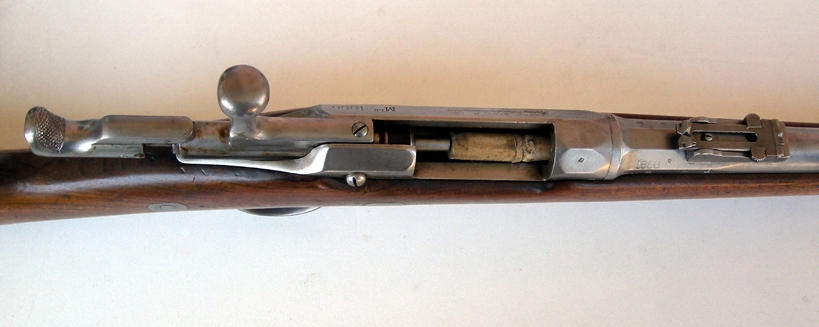
La culatta dello Chassepot mostra qui l'otturatore in fase di apertura, con inserita una cartuccia pronta per essere spinta in camera di scoppio. Si nota il tampone di gomma nera espandibile immediatamente dietro la cartuccia, che era il cuore di tutto il sistema.

Si tratta di una variante del fusil più corta e più leggera, destinata alla cavalleria ed in particolare ai reggimenti di dragoni. Questa carabina mantiene la medesima meccanica e la stessa munizione dell'arma originaria. Questo, a causa del minore peso dell'arma, causa un rinculo molto maggiore ma ancora gestibile dall'operatore.
Essa pesa 3,600 kg e la canna è più corta di circa 13 centimetri rispetto al fusil, portando la lunghezza totale dell'arma a 1,175 metri.
Le particolari condizioni di porto di un'arma di cavalleria imposero anche altre piccole modifiche: il manubrio dell'otturatore è piegato, in modo da non discostarsi dal fusto quando l'otturatore è in chiusura; non essendo prevista la baionetta, mancano la guida ed il fermo sul lato destro della canna; la maglietta inferiore per la bandoliera viene spostata davanti alla guardia del grilletto, mentre la maglietta superiore viene spostata su una terza fascetta, posta tra la fascetta a mezza canna ed il bocchino; l'alzo, graduato solo fino a 1 000 metri, ha gli angoli del cursore arrotondati ed il ritto, quando abbattuto, è incassato tra due bordi per evitare gli urti; la bacchetta nettatoia non presenta la spalla e la testa si incastra direttamente nel bocchino. Come per tutte le armi dei dragoni, le forniture sono in ottone.

### Carabine de gendarmerie mle 1866
La carabina per la Gendarmerie nationale coincide con la carabine de cavalerie, con la differenza che questa presenta il fermo, verso la volata della canna, per inastare la baionetta a ghiera Mle 1866 a sezione cruciforme, lunga 51,3 centimetri.

### Mousqueton d'artillerie mle 1866
La versione moschetto, destinata ai serventi di artiglieria, viene introdotta con decreto ministeriale del 13 gennaio 1873. Utilizza meccanismo e munizione del fusil, ma la lunghezza totale dell'arma è ridotta a 0,984 m, mentre con la baionetta inastata a 1,555 m; il peso scende a 3,150 kg scarico ed a 3,800 kg con la baionetta. Il moschetto ha la forma dell'alzo e del manubrio piegato comuni alla carabine, mentre sulla canna conserva il fermo e la guida per la sciabola-baionetta Mle 1866 come il fusil. La canna è fissata da una fascetta con maglietta e da un bocchino d'ottone; la bacchetta nettatoia, come sul fusil, presenta una spalla che si incastra sul bocchino. Per compensare i maggiori effetti dell'asimmetria della culatta su un'arma molto più corta, la rigatura della canna è destrorsa invece che sinistrorsa ed il mirino è spostato 1,2 mm a sinistra. L'alzo è graduato fino a 1 200 metri e la precisione soddisfacente, nonostante il potente rinculo sulla spalla del tiratore.

## Le baionette

### Sciabola-baionetta Mod. 1866

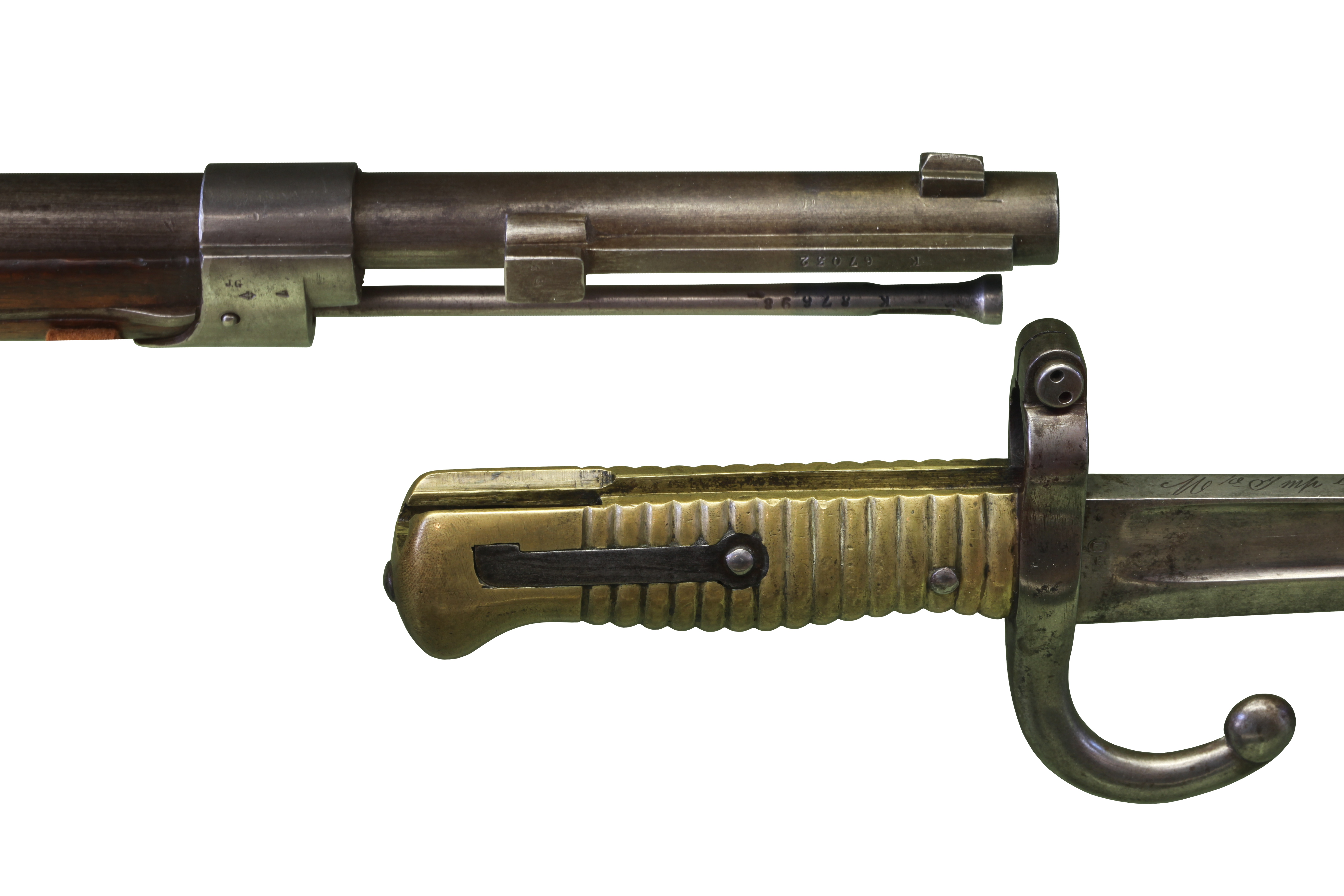
Impugnatura della sciabola baionetta ed il suo attacco sul fucile.

La sciabola baionetta dello Chassepot ha impugnatura in ottone con scanalatura a T e pulsante di blocco. L'elsa presenta un ramo incurvato in avanti e terminante con un pomolo, mentre l'altro ramo termina con l'anello che impegna la volata della canna quando inastata. La scanalatura coincide invece con una guida ed un fermo sul lato destro della canna. La lama è del tipo yatagan, ad un solo filo, lunga 57 centimetri.

### Baionetta Mod. 1866
Si tratta di una baionetta a ghiera a sezione cruciforme, lunga più di 50 centimetri. Si inserisce sulla volata della canna, dove impegna un fermo apposito. È impiegata sulla carabina per la gendarmeria.

## Galleria d'immagini

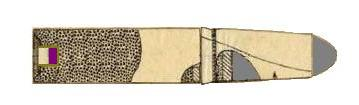
La cartuccia dello Chassepot in sezione: si trattava di un tubo di cartone impermeabilizzato con l'innesco inserito nel fondello e il proiettile, ingrassato, alla sommità, giuntato alla cartuccia mediante un telo di seta strettamente legato con uno spago. Il tutto era molto sensibile all'umidità ed alla manipolazione, e lasciava nella culatta dell'arma un bel po' di residui.

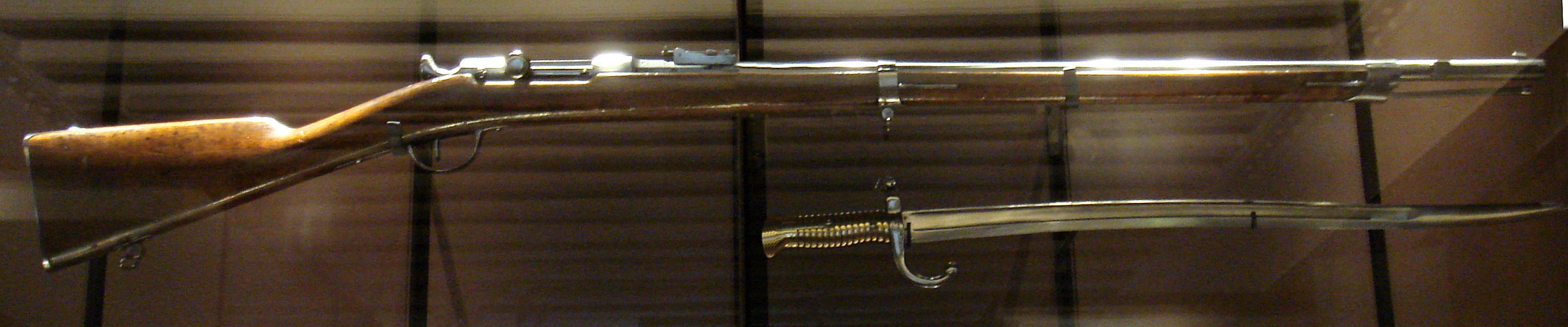
Fucile Chassepot prodotto a Mutzig nel 1869.
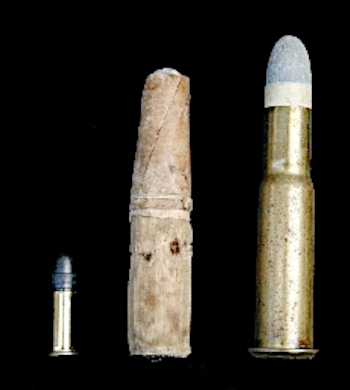
Al centro: cartuccia 11 mm Chassepot in carta e proiettile sferico. A destra: cartuccia metallica a percussione centrale 11 × 59 mm R con palla ogivale del Gras Mle 1874. A sinistra, per riferimento dimensionale, una cartuccia a percussione anulare .22 Long Rifle.
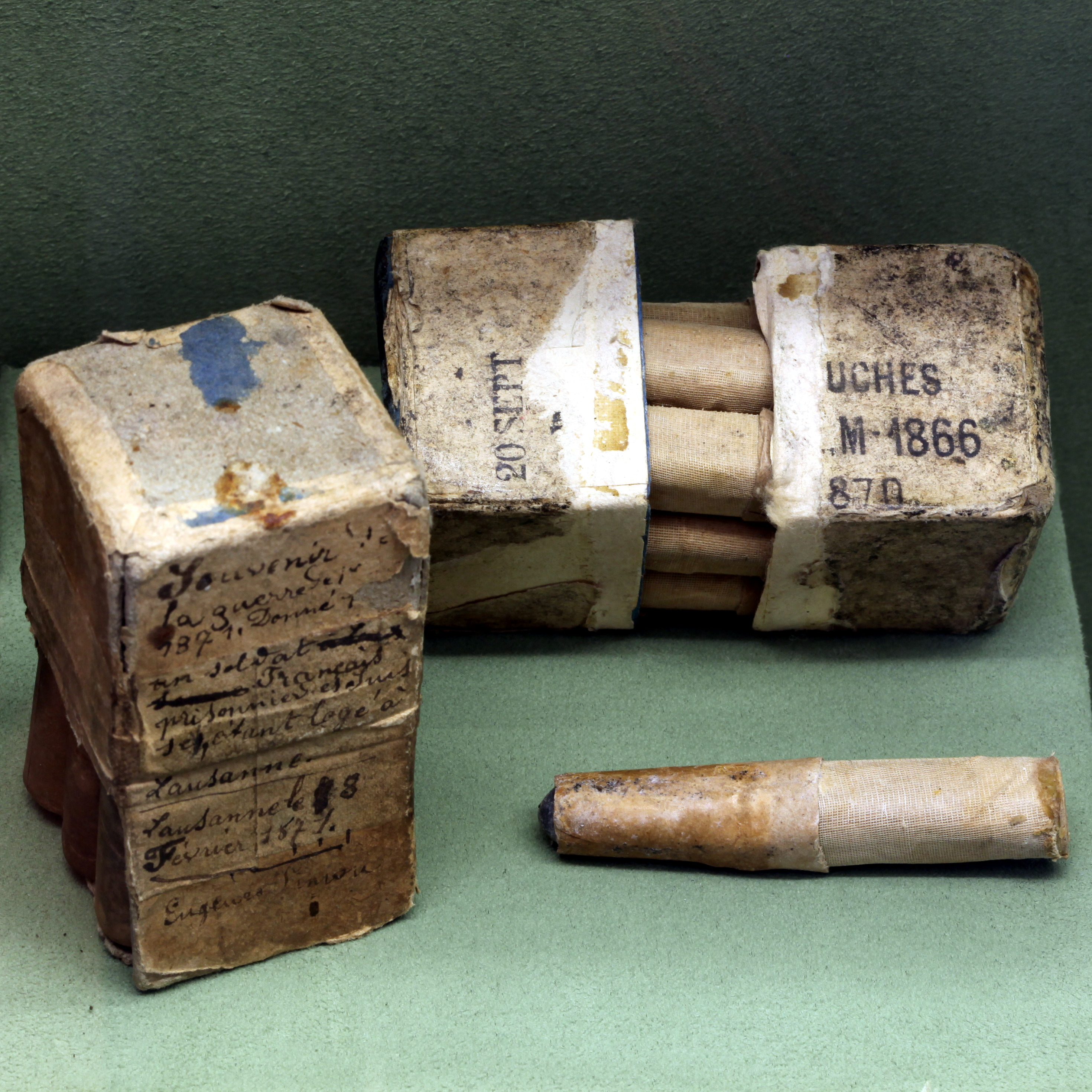
pacchetti di munizioni in carta in calibro 11 mm.